# Ligne de Boussens à Saint-Girons
La ligne de Boussens à Saint-Girons était une ligne de chemin de fer française du sud de la France à écartement standard et à voie unique. Elle formait une transversale, embranchement de la ligne de Toulouse à Bayonne pour desservir la ville de Saint-Girons, sous préfecture du département de l'Ariège depuis la gare de Boussens. Elle est mise en service en 1866 par la Compagnie des chemins de fer du Midi et du Canal latéral à la Garonne et fermée à tout trafic en 1990 par la Société nationale des chemins de fer français (SNCF).
Cette ligne constituait l'amorce du transpyrénéen central qui devait rejoindre Lérida en Espagne en franchissant la frontière franco-espagnole par un tunnel au niveau du Port de Salau. Réalisée sur 6 km au-delà de la gare de Saint-Girons afin de permettre le transport de produits de carrières, la construction en a été abandonnée après le déclassement de 1941.
Elle constitue la ligne 670 000 du réseau ferré national.

## Histoire
Cette ligne a été déclarée d'utilité publique par un décret impérial le 14 juin 1861. La ligne a été concédée à la Compagnie des chemins de fer du Midi et du Canal latéral à la Garonne par une convention signée entre le ministre des Travaux publics et la compagnie le 1er mai 1863. Cette convention est approuvée par décret impérial le 11 juin 1863,. Elle a été mise en service par la même compagnie le 15 février 1866.
Le 22 août 1881, la prolongation de la ligne jusqu'à Oust est déclarée d'utilité publique. Elle est concédée à titre définitif par l'État à la Compagnie des chemins de fer du Midi et du Canal latéral à la Garonne par une loi le 17 juillet 1886,. La plate-forme et les ouvrages d'arts, notamment dans les gorges de la Ribaute, ont été réalisés en totalité et achevés vers 1920, mais la voie n'a été posée et la ligne exploitée sous forme d'embranchement particulier que jusqu'à Lacourt afin de desservir des carrières de pierre. La section de Saint-Girons à Oust est déclassée par une loi le 30 novembre 1941.
La construction d'une ligne transpyrénéenne entre Oust et Lérida qui devait traverser la frontière grâce à un tunnel de 6 600 m percé sous le port de Salau avait fait l'objet d'une convention avec l'Espagne. Cette convention est approuvée par une loi le 10 janvier 1907 et promulguée par un décret le 6 février 1907. Elle est modifiée par un protocole additionnel, signé le 15 avril 1908, qui prévoit la construction d'une gare frontière commune côté français. Ce protocole est promulgué par un décret le 25 janvier 1909. Cette portion de la ligne, jamais déclarée d'utilité publique, n'a pas connu de commencement de travaux du côté français. En Espagne, la ligne a été établie jusqu'à La Pobla de Segur en 1951.
La ligne a été fermée au service des voyageurs le 28 septembre 1969 et au service des marchandises le 1er juin 1991.
À partir de 2018, un parcours cyclable accessible pour les vélos, les véhicules pour personnes handicapées et les piétons est construit sur l'essentiel du tracé de la ligne.

### Dates de déclassement ou de fermeture
- De Roquefort-sur-Garonne à Saint-Girons (PK 68,800 à 98,476) : 10 novembre 1993[15] (déclassement).
- Section à Roquefort-sur-Garonne (PK 68,660 à 68,800) : 14 décembre 2006[16] (fermeture).
- Section à Roquefort-sur-Garonne (PK 67,977 à 68,660) : 12 mai 2011[2] (fermeture).

## Infrastructure
C'était une ligne à voie unique non électrifiée de 30,6 km à écartement standard.

## Exploitation

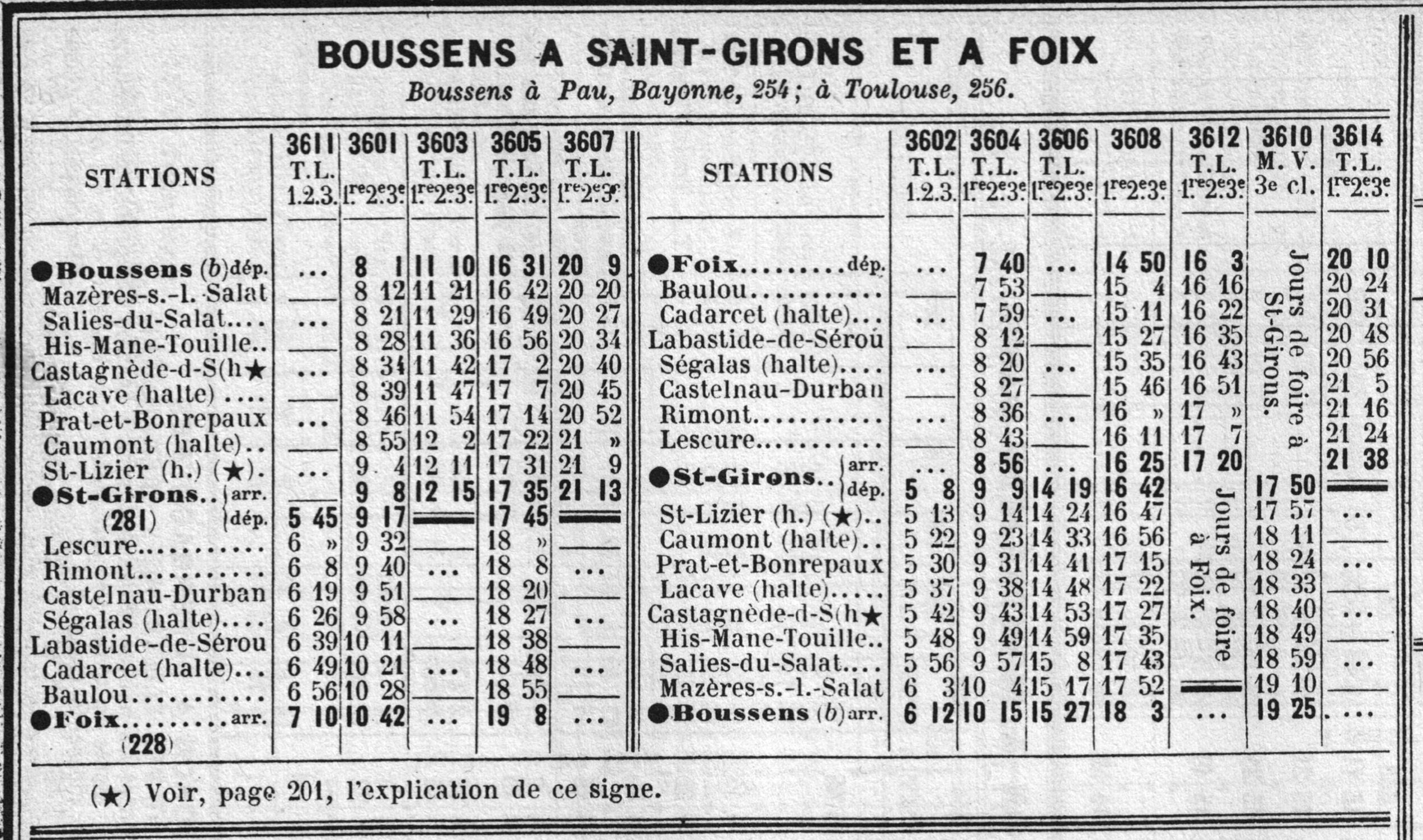
Horaires de la ligne en mai 1914.

- 4 allers et retours par jour entre Boussens et Saint Girons suivant le tableau no 49 de la marche des trains la Compagnie du Midi du 15 mai 1930.
- 5 allers et retours par jour entre Boussens et Saint Girons suivant le tableau no 908 du Chaix PO-Midi de septembre 1937. 

 (A) ⇒ Durée du Parcours en 1930[17].
 (B) ⇒ Durée du Parcours en 1937[18]

| Gare             | PK       | Distance | (A) Horaire 1930 Train 3601 | (A) Durée - | (A) Arrêts - | (B) Horaire 1937 Train 3753 | (B) Durée - | (B) Arrêts - |
| ---------------- | -------- | -------- | --------------------------- | ----------- | ------------ | --------------------------- | ----------- | ------------ |
| Boussens         | PK 67,5  |          | 07H29                       |             |              | 07H27                       |             |              |
| Saint Girons (A) | PK 98,4  | 30,2 km  | 08H29                       | 1H00        | 9            | 08H21                       | 0H54        | 9            |
| Saint Girons (D) | PK 128,3 |          | 08H39                       |             |              | 08H25                       |             |              |
| Foix             | PK 82,2  | 76,3 km  | 09H55                       | 2H26        | 9+7          | 09H30                       | 2H03        | 9+7          |

## Vitesses limites
(A) ⇒ Vitesses limites de la ligne suivant le tableau de marche des trains de la compagnie du midi du 15 mai 1930

| De (PK)                     | À (PK)                      | (A) Limite 1930 (km/h) |
| --------------------------- | --------------------------- | ---------------------- |
| Boussens (PK 65,7)          | Prat et Bonrepaux (PK 86,4) | 75                     |
| Prat et Bonrepaux (PK 86,4) | Saint Girons (PK98,4)       | 75                     |